# خوان بورغينيو
خوان بورغينيو (بالإسبانية: Juan Burgueño Pereira)‏ (مواليد 4 فبراير 1923) هو لاعب كرة قدم. يلعب مع منتخب الأوروغواي لكرة القدم. سبق له أن لعب في كأس العالم لكرة القدم مع منتخب بلاده.

## روابط خارجية
- خوان بورغينيو على موقع الاتحاد الدولي (مؤرشف)  (الإنجليزية)
- خوان بورغينيو على موقع ناشيونال فوتبول تيمز (الإنجليزية)
- خوان بورغينيو على موقع عالم كرة القدم.نت (الإنجليزية)